# Nikkei 225
Nikkei 225 (japansk: 日経平均株価, Nikkei heikin kabuka, 日経225) er et japansk aktieindeks, der indeholder 225 aktier noteret på Tokyo Stock Exchange. Indekset er blevet udregnet dagligt af avisen Nihon Keizai Shimbun siden 1950 som et prisvægtet gennenmsnit. I øjeblikket er det det mest anvendte japanske aktieindeks og nyder således samme status som Dow Jones Industrial Average. Siden januar 2010 er det blevet opdateret hvert 15. sekund i børsens åbningstid. 
Indekset har afveget meget fra lærebogs-modellen af en børs, som vokser stabilt eksponentielt. Nikkei 225 nåede sit "all-time-high" 29. december 1989 efter en periode, hvor Japan havde løftet sig fra at være et land i krise efter 2. verdenskrig. Fra 1950 begyndte små selskaber og fabrikker at vokse frem, og i 1970'erne og 1980'erne begyndte den japanske industri at anvende robotter i højere grad end andre landes virksomheder havde gjort før. Det satte skub i bilindustrien og derefter teknologiindustrien. Kendte firmaer som Honda, Hitachi og Sony blev store. 29. december 1989 nåede indekset 38,957.44 før den sluttede dagen på 38,915.87. Optimismen i Japan havde været høj i mange år. Siden 1989 er indekset faldet markant, og ligger i dag på 10,303.83 (lukkekurs 17. december 2010). 
Blandt virksomhederne i indekset er Canon, Casio, Fuji, Fujitsu, Hitachi, Japan Airlines, Konica Minolta, Mazda, Mitsubishi, Nikon, Nissan, Panasonic, Pioneer, Sony, Suzuki og Toyota.